# Kabinett Crispi IV
Das Kabinett Crispi IV regierte das Königreich Italien vom 14. Juni 1894 bis zum 10. März 1896. Ministerpräsident war wie im Vorgängerkabinett Crispi III Francesco Crispi.

## Entstehung und Entwicklung
Das Kabinett Crispi IV war das 31. Kabinett des Königreiches und wurde von der Historischen Linken (italienisch Sinistra storica) gestützt. Es war ein Jahr, acht Monate und 25 Tage im Amt. Nach dem Sturz der Vorgängerregierung besetzte Crispi das Ministerium für Landwirtschaft, Industrie und Handel neu. Der vormalige Landwirtschaftsminister Boselli wechselte in das Finanzministerium und der ehemalige Finanzminister Sonnino musste sich mit dem Schatzministerium begnügen, dem er bereits im Kabinett Crispi III als Finanzminister geschäftsführend vorstand. Die vierte von Crispi angeführte Regierung trat nach der italienischen Niederlage bei Adua zurück. Crispi gab seinen Rücktritt vier Tage später am 5. März 1896 in der Abgeordnetenkammer bekannt. König Umberto I. betraute zunächst Giuseppe Saracco mit der Regierungsbildung, der allerdings mit dem Versuch eine neue Regierung zu bilden scheiterte. Daraufhin ging der Regierungsauftrag an Cesare Ricotti-Magnani über, der allerdings ebenfalls nicht mit Erfolg gekrönt war. Erst Antonio Starabba di Rudinì gelang es das Kabinett Rudinì II zu bilden.

## Minister

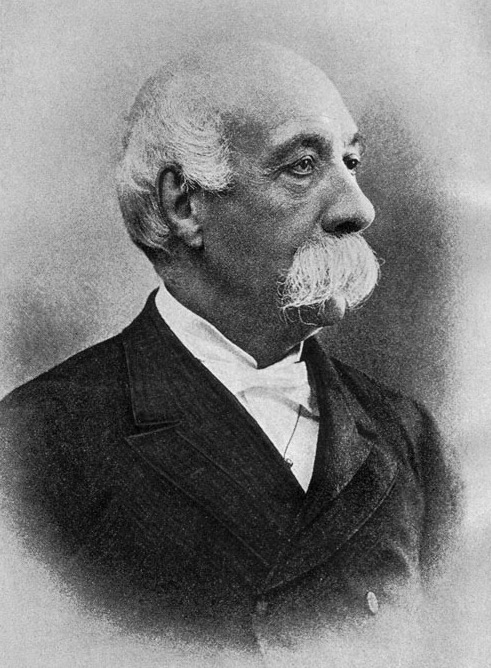
Francesco Crispi

| Ministerien                          | Name                       |
| ------------------------------------ | -------------------------- |
| Ministerpräsident                    | Francesco Crispi           |
| Äußeres                              | Alberto Blanc              |
| Inneres                              | Francesco Crispi           |
| Justiz und Kirchenangelegenheiten    | Vincenzo Calenda di Tavani |
| Krieg                                | Stanislao Mocenni          |
| Marine                               | Enrico Morin               |
| Finanzen                             | Paolo Boselli              |
| Schatz                               | Sidney Sonnino             |
| Öffentliche Arbeiten                 | Giuseppe Saracco           |
| Bildung                              | Guido Baccelli             |
| Landwirtschaft, Industrie und Handel | Augusto Barazzuoli         |
| Post und Telegraphie                 | Maggiorino Ferraris        |